# Problème de Pompeiu
En mathématiques, le problème de Pompeiu est une conjecture de géométrie intégrale énoncée par Dimitrie Pompeiu, qui posa ce problème en 1929 selon ces termes :
Soit f une fonction continue non nulle définie sur un espace euclidien. Soit K un domaine lipschitzien simplement connexe tel que l'intégrale de f s'annule pour chaque copie isométrique de K. Alors le domaine est une boule.
Un cas particulier est la conjecture de Schiffer.

### Crédits de traduction
- (en) Cet article est partiellement ou en totalité issu de l’article de Wikipédia en anglais intitulé « Pompeiu problem » (voir la liste des auteurs).